# 八里河镇
八里河镇，是中华人民共和国安徽省阜阳市颍上县下辖的一个乡镇级行政单位。

## 行政区划
八里河镇下辖以下地区：
渔民社区、潘冲社区、东十八里铺社区、尤湖村、韩郢村、王新庄村、仁里村、朱岗村、万台村和邵圩村。